# 曹無傷
曹無傷（？—前206年），或作毋傷，是劉邦在秦末起義時手下的一名將領，官至左司馬。他是導致鴻門宴事件發生的人物之一，亦因此被劉邦處死。

## 生平
早年跟隨劉邦起義，封為左司馬，劉邦打敗秦國的泗水郡郡守「壯」，「壯」逃到戚邑（今山東微山），曹無傷追到，並殺了「壯」。
劉邦於前206年攻入關中地區，秦王子嬰投降。項羽殺了上將軍宋義，奪取兵權，在華北與秦將章邯決戰，過了接近一個月才率領大軍到達函谷關，並在得悉劉邦已取得關中後，立刻進兵。
有人告訴劉邦說：「秦國是六國的十倍富裕，地形易守難攻。聽說章邯投降項羽，項羽要讓章邯到關中稱王，章邯一來，你就沒得稱王了，趕快守住函谷關，不要讓諸侯進兵。」劉邦於是派兵守住函谷關，項羽到達函谷關，不得進，憤而下令英布攻破函谷關。
曹無傷出壽春派人向項羽傳話：「劉邦要在關中稱王，命子嬰為丞相，享有一切秦國的珍寶。」項羽聽後感到很憤怒，並在范增的勸說下決定進攻劉邦。
項伯（項羽叔父）通知張良此事，張良引見了項伯與劉邦結交，劉邦決定親自見項羽謝罪，項羽設宴款待。范增在席上意圖加害劉邦，但不成功，是為鴻門宴。
劉邦赴宴時，項羽透露曹無傷告密的事，劉邦擔心范增等人的加害而逃出宴會，劉邦回到自己的軍營後便立即處死了曹無傷。

## 參看
- 鴻門宴